# Marco Werner

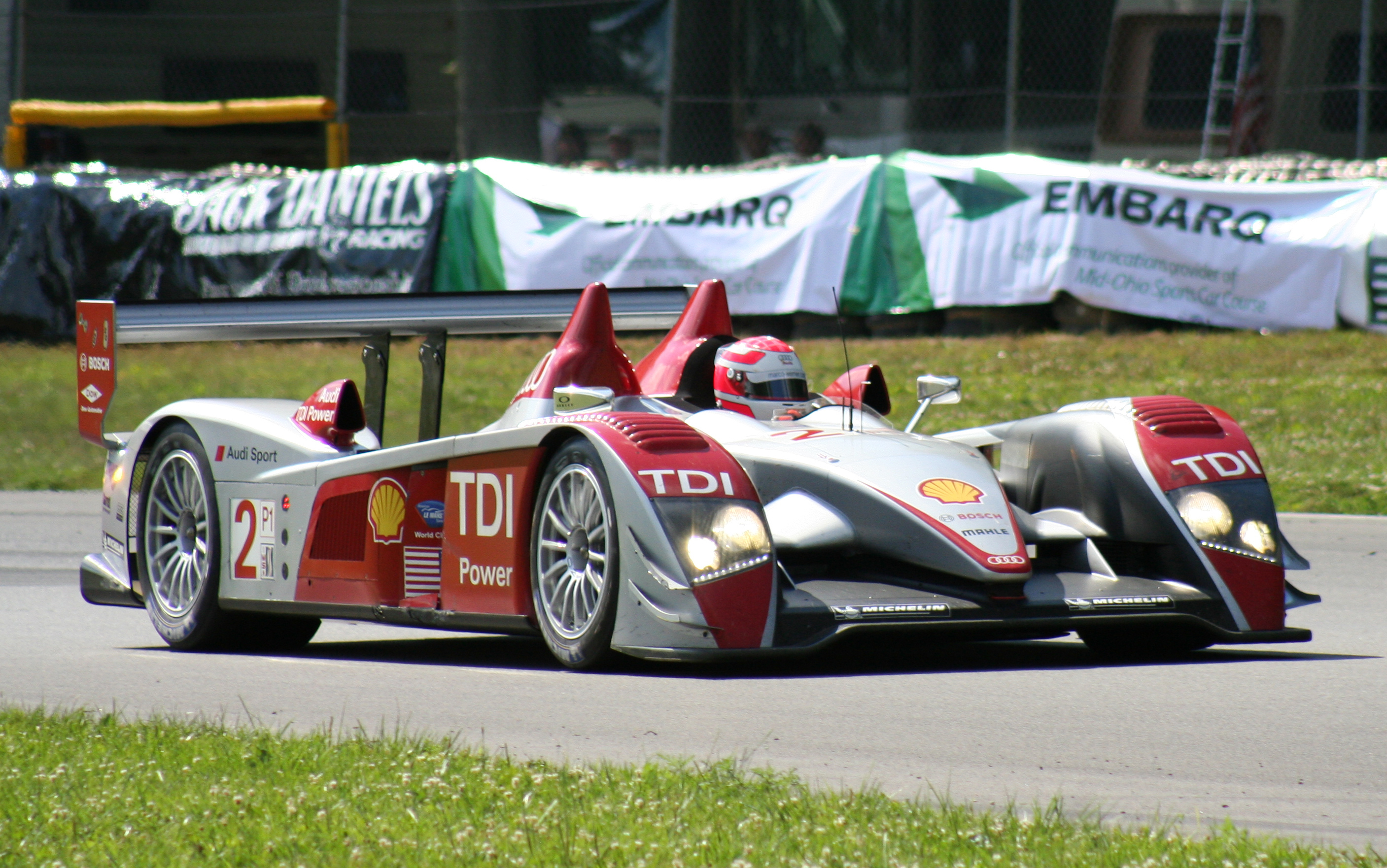
2007-ben az Audi R10-esben

Marco Werner (Dortmund, 1966. április 27. –) német autóversenyző, a Le Mans-i 24 órás autóverseny háromszoros (2005, 2006, 2007) győztese.

## Pályafutása
1985 és 1987 között a német Formula–Ford sorozatban szerepelt. 1988-ban és 1989-ben a Formula–Opel bajnokságban vett részt, ahol a 89-es szezont a második helyen zárta.
1989 és 1994 között a német formula–3-as bajnokságban versenyzett. 91-ben Tom Kristensen mögött, 92-ben pedig Pedro Lamy mögött lett második a pontversenyben.
1995-ben megnyerte a Daytonai 24 órás versenyt.
2001-ben és 2002-ben második lett a Porsche Supercup sorozatban.
2003 óta vesz részt az amerikai Le Mans szériában. Ez időszak alatt háromszor lett bajnok és huszonöt futamgyőzelmet szerzett.
2002-ben debütált a Le Mans-i 24 órás autóversenyen. Azóta minden évben rajthoz állt a viadalon, és kivétel nélkül minden alkalommal az Audi csapatának versenyzőjeként. Marco háromszor nyerte meg a futamot. 2005-ben JJ Lehto és Tom Kristensen társaként, 2006-ban és 2007-ben pedig Frank Biela és Emanuele Pirro társaként lett első a futamon.

## Sikerei
- Le Mans-i 24 órás autóverseny - győzelem: 2005, 2006, 2007
- Daytonai 24 órás autóverseny - győzelem: 1995
- Sebringi 12 órás autóverseny - győzelem: 2005, 2007
- Amerikai Le Mans széria - bajnok: 2003, 2004, 2008

## Eredményei

### Le Mans-i 24 órás autóverseny
| Év   | Csapat                    | Autó         | Csapattárs    | Csapattárs        | Helyezés | Kiesés oka |
| ---- | ------------------------- | ------------ | ------------- | ----------------- | -------- | ---------- |
| 2002 | Audi Sport Team Joest     | Audi R8      | Philipp Peter | Michael Krumm     | 3.       |            |
| 2003 | Audi Sport Japan Team Goh | Audi R8      | Ara Szeidzsi  | Jan Magnussen     | 4.       |            |
| 2004 | ADT Champion Racing       | Audi R8      | JJ Lehto      | Emanuele Pirro    | 3.       |            |
| 2005 | ADT Champion Racing       | Audi R8      | JJ Lehto      | Tom Kristensen    | Győzelem |            |
| 2006 | Audi Sport Team Joest     | Audi R10 TDI | Frank Biela   | Emanuele Pirro    | Győzelem |            |
| 2007 | Audi Sport North America  | Auto R10 TDI | Frank Biela   | Emanuele Pirro    | Győzelem |            |
| 2008 | Audi Sport North America  | Audi R10 TDI | Frank Biela   | Emanuele Pirro    | 6.       |            |
| 2009 | Audi Sport North America  | Audi R15     | Lucas Luhr    | Mike Rockenfeller | Kiesett  | Baleset    |